# Jacques Davy
Pour les articles homonymes, voir Davy.
Jacques Davy (né le 26 septembre 1883 et mort le 12 octobre 1944) est un footballeur et hockeyeur français.

## Biographie

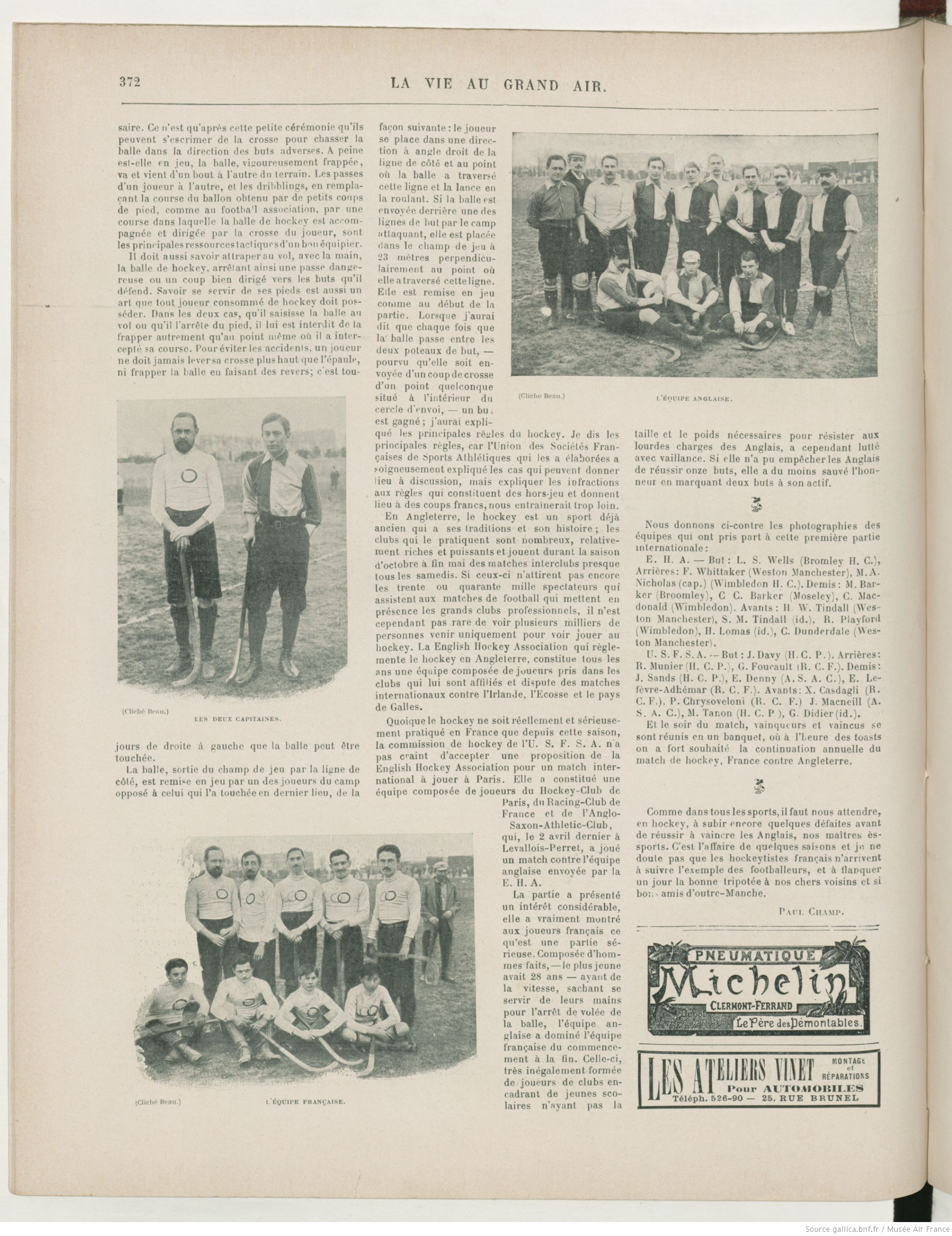
Article de La Vie au grand air (1899) sur le match de hockey entre les sélections USFSA (France) et EHA (Angleterre).

Demi centre parisien né en 1883, licencié à l'US parisienne, Davy dispute le premier match de l'histoire de l'équipe de France de football le 1er mai 1904 à Bruxelles (3-3). Douze joueurs ayant fait le déplacement en Belgique, un tirage au sort fut effectué avant le match entre Émile Fontaine et Jacques Davy pour désigner lequel des deux allait jouer. Cela restera son unique sélection.
Après ce premier match, Davy, joueur réputé farouche, a rêvé de continuer en sélection mais la malchance s’en est mêlée. En décembre 1904, il se casse la jambe contre l’AS Française et ne peut de fait postuler pour le match contre la Suisse deux mois plus tard. Il revient sur les terrains en mai 1905 mais se blesse cette fois gravement à la main dans un match de hockey sur gazon contre le Sporting Club. 
Davy avait une mauvaise réputation sur les terrains, jusqu’à être régulièrement conspué par les spectateurs et brocardé par la presse. «Ce joueur ne se console décidément pas de la dure leçon qui lui fut infligée lors d’un match de football et cela est d’autant plus regrettable qu’il a choisi les paisibles joueurs de hockey pour assouvir sa vengeance », écrit L’Auto à son sujet en 1905. 
Aussi international de hockey (USFSA) au poste de gardien de but et licencié au Hockey Club de Paris, Jacques Davy s'illustre lors de la Première Guerre mondiale et reçoit la Croix de guerre avec citation à l'ordre de la brigade en octobre 1916.